# Pierre-Jules Hetzel
Pierre-Jules Hetzel (Chartres, 15. siječnja 1814. – Monte Carlo, 17. ožujka 1886.) bio je francuski prevoditelj, izdavač, pisac i političar. Pisao je pod pseudonimom P.-J. Stahl. Bio je izdavač djela mnogih poznatih francuskih književnika, među kojima su Honoré de Balzac, Charles Baudelaire, Victor Hugo, Charles Perrault, Pierre Joseph Proudhon, Jules Verne i Émile Zola.

## Životopis
Pierre-Jules Hetzel rođen je u Chartresu 15. siječnja 1814. godine. Završio je pravo na Sveučilištu u Strasbourgu. Godine 1837. osnovao je izdavačku kuću. Tada je bio izdavač djela Honoréa de Balzaca, Victora Huga, Émila Zole. Godine 1843. osnovao je Nouveau magazine des enfants. Hetzel je bio poznati republikanac te je 1848. postao šef kabineta Alphonsea de Lamartinea, tadašnjeg ministra vanjskih poslova. Kasnije je postao šef kabineta ministra mornarice. Nakon Državnog udara u Francuskoj 1851. godine kojim je Napoleon III. ukinuo Francusku Drugu Republiku i uveo Drugo Francusko Carstvo, Hetzel odlazi u samonametnuti egzil u Belgiju gdje je nastavio sa svojom političkom i uredničkom aktivnošću, posebice potajnim objavljivanjem Hugovog Les Châtiments, oštrog pamfleta usmjerenog protiv Drugog Francuskog Carstva. 
Vraća se u Francusku nakon promjene tamošnjeg političkog režima te objavljuje djela Pierrea Josepha Proudhona i Charlesa Baudelairea. Iz ovog razdoblja potječe važno izdanje priča Charlesa Perraulta koje je ilustrirao Gustave Doré. Osnovao je Bibliothèque illustrée des Familles (od 1864. nosi naziv Le Magasin d'éducation et de récréation) u kojem su objavljivani obrazovni radovi namijenjeni za cijelu obitelj. Ti radovi nastali su suradnjom znanstvenika, pisaca i ilustratora.
Hetzelova slava najvećim dijelom dolazi od niza romana pod nazivom Neobična putovanja (francuski: Voyages extraordinaires) čiji je autor Jules Verne. Verneova djela prvo su dvaput mjesečno objavljivana u obliku poglavlja u Hetzelovom Magazinu. Nakon objavljivanja svih poglavlja u Magazinu, poglavlja bi se objavila u obliku knjige, najčešće pri kraju godine kako bi mogle biti kupljene kao božićni pokloni za stariju djecu. Originalno su postojala tri izdanja svake knjige: jedno ekonomično bez ilustracija, jedno u malom formatu s malim brojem ilustracija, i jedno veliko izdanje (oktav) s mnogo ilustracija. Posljednje je izdanje trenutačno vrlo popularno među kolekcionarima knjiga.
Hetzel je otkrio Julesa Vernea, no i dalje se raspravlja o tome u kojoj je mjeri Hetzel „napravio” Verena ili je Verne taj koji je „napravio” Hetzelovu izdavačku karijeru. Oba dvoje su imali korist od drugog, a njihov je odnos nadilazio odnos autora i izdavača.  
Hetzel je odbio Verneov rukopis iz 1863. godine za djelo Pariz u XX. stoljeću jer je smatrao da djelo prezentira viziju budućnosti koja je previše negativna i nevjerojatna za tadašnju publiku, premda su prema mnogim današnjim učenjacima predviđanja iznesena u djelu bila izvanredno točna. Verne nakon tog djela više nije pisao futuristička, distopijska djela. Pariz u XX. stoljeću prvi put je objavljen 1994. godine u Francuskoj.
Pierre-Jules Hetzel umro je u Monte Carlu 17. ožujka 1886. godine. Nakon njegove smrti, izdavački biznis vodio je njegov sin Louis-Jules Hetzel sve do 1914. godine kada ga je kupila tvrtka Hachette.

## Vanjske poveznice
- Les Cartonages Hetzel (na francuskome). An authoritative site to identify a Jules Verne book.
- Pierre-Jules Hetzel and Elisée Reclus  Arhivirana inačica izvorne stranice od 13. travnja 2014. (Wayback Machine)
- Hetzel and Verne: Collaboration and Conflict
- Djela Pierre-Jules Hetzel na Projekt Gutenbergu
- Works by or about P.-J. Stahl na Internet Archiveu
- Works by or about Pierre-Jules Hetzel at Internet Archive